# Lycka till och ta hand om varandra
Lycka till och ta hand om varandra är en svensk dramakomedifilm från 2012 i regi av Jens Sjögren efter ett manus av Kalle Haglund. Filmen är bitvis en skildring av regissören Jens Sjögrens egen uppväxt samt en skildring av hans barndomsstad Sävsjö i Småland.
Den hade världspremiär den 19 oktober 2012 i Sverige.

## Handling
Pensionären Alvar och tonåringen Miriam träffas av en slump och vänskap uppstår. Vänskapen blir djupare när de börjar inspirera andra med konst och ställs till slut på sin spets.

## Rollista
- Bengt C.W. Carlsson – Alvar
- Claudia Neij – Miriam Schultess
- Ika Nord – Miriams mamma
- Fredrik Gunnarson – Miriams pappa
- Leif Ahrle – Stig
- Ia Langhammer – Mona
- Johan Ulveson – Rolf
- Eleonora Gröning – Gunilla
- Carl Johan De Geer – grannen
- Henrik vikman – läraren
- Christer Fjällström – läkaren
- Palin Andersson-Stina
- Nils Jutblad – Jonas
- Simon Almkvist – Fredrik
- Kristina Viiala – kyrkogårdskvinnan
- Kalle Haglund – sjuksköterska
- Lena Emanuelsson – slaktarkvinna
- Homan Elfström – verkstadskollega
- Henrik Mossberg – verkstadskollega

## Om filmen
Filmen är inspelad i Uddevalla och Vänersborg.

## Utmärkelser
- 2012 – The International Film Festival Mannheim-Heidelberg, Rainer-Werner-Fassbinder-Prize